# فلوترسخن
فلوترسخن (به آلمانی: Fluterschen) یک شهر در آلمان است که در راینلاند-فالتس واقع شده‌است.

## خصوصیات
فلوترسخن ۷۵٬۰۰۴ نفر جمعیت دارد.